# Holopterus laevigatus
Holopterus laevigatus är en skalbaggsart som beskrevs av Philippi R. 1859. Holopterus laevigatus ingår i släktet Holopterus och familjen långhorningar. Inga underarter finns listade i Catalogue of Life.